# Changement de nom de communes en France dans les années 2000
Pour des articles plus généraux, voir Changement de nom de communes en France et Changement de nom de communes en France au XXIe siècle.
Cet article présente une liste des changements de nom de communes en France dans les années 2000.

## Années 2000

### 2000
1er janvier 2000
| Ancienne dénomination | Département  | Nouvelle dénomination |
| --------------------- | ------------ | --------------------- |
| Cléry-Grand           | Meuse        | Cléry-le-Grand        |
| Cléry-Petit           | Meuse        | Cléry-le-Petit        |
| Arâches               | Haute-Savoie | Arâches-la-Frasse     |

### 2001
1er janvier 2001
| Ancienne dénomination | Département    | Nouvelle dénomination |
| --------------------- | -------------- | --------------------- |
| Albon                 | Ardèche        | Albon-d'Ardèche       |
| Dunières-sur-Eyrieux  | Ardèche        | Dunière-sur-Eyrieux   |
| Pianotolli-Caldarello | Corse-du-Sud   | Pianottoli-Caldarello |
| Marcilly-lès-Vitteaux | Côte-d'Or      | Marcilly-et-Dracy     |
| Salignac-Eyvignes     | Dordogne       | Salignac-Eyvigues     |
| Cauville              | Seine-Maritime | Cauville-sur-Mer      |

1er février 2001
Décret du 1er février 2001 portant changement de nom de communes.
| Ancienne dénomination | Département     | Nouvelle dénomination   |
| --------------------- | --------------- | ----------------------- |
| Barret-le-Bas         | Hautes-Alpes    | Barret-sur-Méouge       |
| Beaumont              | Dordogne        | Beaumont-du-Périgord    |
| Boësse                | Loiret          | Boësses                 |
| Ferrières             | Loiret          | Ferrières-en-Gâtinais   |
| Laudun                | Gard            | Laudun-l'Ardoise        |
| Meilars               | Finistère       | Confort-Meilars         |
| Notre-Dame-de-Vaux    | Isère           | Notre-Dame-de-Vaulx     |
| Plobannalec           | Finistère       | Plobannalec-Lesconil    |
| Saint-André           | Alpes-Maritimes | Saint-André-de-la-Roche |
| Saint-Laurent         | Nièvre          | Saint-Laurent-l'Abbaye  |
| Thorigny              | Deux-Sèvres     | Thorigny-sur-le-Mignon  |
| La Valla              | Loire           | La Valla-sur-Rochefort  |

### 2002
10 avril 2002
Décret no 2002-500 du 10 avril 2002 portant changement de nom de communes.
| Ancienne dénomination | Département    | Nouvelle dénomination     |
| --------------------- | -------------- | ------------------------- |
| Bassilac              | Dordogne       | Bassillac                 |
| Cirière               | Deux-Sèvres    | Cirières                  |
| Grateloup             | Lot-et-Garonne | Grateloup-Saint-Gayrand   |
| Grindorff             | Moselle        | Grindorff-Bizing          |
| Mornand               | Loire          | Mornand-en-Forez          |
| Plouézoch             | Finistère      | Plouezoc'h                |
| Saint-Loup-Champagne  | Ardennes       | Saint-Loup-en-Champagne   |
| Saint-Montant         | Ardèche        | Saint-Montan              |
| Saint-Sulpice         | Loir-et-Cher   | Saint-Sulpice-de-Pommeray |

La demande de renommage de Saint-Philippe-d'Aiguille (Gironde) n'a pas été retenue.

### 2003
1er août 2003
Décret no 2003-736 du 1 août 2003 portant changement de nom de communes.
| Ancienne dénomination | Département     | Nouvelle dénomination      |
| --------------------- | --------------- | -------------------------- |
| Argelès               | Hautes-Pyrénées | Argelès-Bagnères           |
| Bilzheim              | Haut-Rhin       | Biltzheim                  |
| Dinsheim              | Bas-Rhin        | Dinsheim-sur-Bruche        |
| Rochefort             | Côte-d'Or       | Rochefort-sur-Brévon       |
| Saint-Ferréol         | Haute-Garonne   | Saint-Ferréol-de-Comminges |

Les demandes de renommage de cinq communes : Colmars (Alpes-de-Haute-Provence), Haréville (Vosges), Plérin (Côtes-d'Armor), Sainte-Catherine (Puy-de-Dôme) et Valigny (Allier), n'ont pas été retenues.

### 2004
1er janvier 2004
| Ancienne dénomination | Département | Nouvelle dénomination |
| --------------------- | ----------- | --------------------- |
| Montbrison            | Drôme       | Montbrison-sur-Lez    |

26 août 2004
Décret no 2004-886 du 26 août 2004 portant changement de nom de communes.
| Ancienne dénomination | Département | Nouvelle dénomination |
| --------------------- | ----------- | --------------------- |
| Bréville              | Calvados    | Bréville-les-Monts    |
| Laneuvilleroy         | Oise        | La Neuville-Roy       |
| Ourcel-Maison         | Oise        | Oursel-Maison         |

Les demandes de renommage de Rozerotte (Vosges) et de Sainte-Foy (Saône-et-Loire) n'ont pas été entérinées.

### 2005
1er janvier 2005
| Ancienne dénomination | Département     | Nouvelle dénomination |
| --------------------- | --------------- | --------------------- |
| Crévin                | Ille-et-Vilaine | Crevin,               |

1er juillet 2005
| Ancienne dénomination | Département  | Nouvelle dénomination |
| --------------------- | ------------ | --------------------- |
| Clarafond             | Haute-Savoie | Clarafond-Arcine      |

12 septembre 2005
Décret no 2005-1155 du 12 septembre 2005 portant changement de nom de communes.
| Ancienne dénomination   | Département             | Nouvelle dénomination    |
| ----------------------- | ----------------------- | ------------------------ |
| Betting-lès-Saint-Avold | Moselle                 | Betting                  |
| Grenand-lès-Sombernon   | Côte-d'Or               | Grenant-lès-Sombernon    |
| Luc                     | Aveyron                 | Luc-la-Primaube          |
| Malleval                | Isère                   | Malleval-en-Vercors      |
| Sainte-Croix-de-Verdon  | Alpes-de-Haute-Provence | Sainte-Croix-du-Verdon   |
| Saint-Julien            | Haute-Garonne           | Saint-Julien-sur-Garonne |
| Saint-Yvy               | Finistère               | Saint-Yvi                |

La demande de renommage de la commune de Planay (Savoie) n'a pas été entérinée.

### 2006
7 juillet 2006
Décret no 2006-808 du 7 juillet 2006 portant changement de nom de communes.
| Ancienne dénomination | Département          | Nouvelle dénomination  |
| --------------------- | -------------------- | ---------------------- |
| Challes               | Ain                  | Challes-la-Montagne    |
| Charly                | Aisne                | Charly-sur-Marne       |
| Larrivière            | Landes               | Larrivière-Saint-Savin |
| Peyroles              | Gard                 | Peyrolles              |
| Saint-Girons          | Pyrénées-Atlantiques | Saint-Girons-en-Béarn  |
| Vernoil               | Maine-et-Loire       | Vernoil-le-Fourrier    |

Les demandes de renommage de trois communes n'ont pas été entérinées : celles de Monts (Oise), de Saint-Paul (Savoie) et de Sénaillac-Lauzès (Lot).

### 2007
1er avril 2007
| Ancienne dénomination | Département  | Nouvelle dénomination |
| --------------------- | ------------ | --------------------- |
| Reignier              | Haute-Savoie | Reignier-Ésery        |

1er juillet 2007
| Ancienne dénomination | Département | Nouvelle dénomination |
| --------------------- | ----------- | --------------------- |
| Châtelguyon           | Puy-de-Dôme | Châtel-Guyon          |

10 août 2007
Décret no 2007-1217 du 10 août 2007 portant changement de nom de communes.
| Ancienne dénomination | Département | Nouvelle dénomination |
| --------------------- | ----------- | --------------------- |
| Bernay                | Sarthe      | Bernay-en-Champagne   |
| Billac                | Corrèze     | Bilhac                |
| Hostias               | Ain         | Hostiaz               |
| Wallers-Trélon        | Nord        | Wallers-en-Fagne      |

La demande de renommage de la commune de Moutoux (Jura) n'a pas été entérinée.

### 2008
3 octobre 2008
Décret no 2008-1021 du 3 octobre 2008 portant changement de nom de communes.
| Ancienne dénomination | Département | Nouvelle dénomination |
| --------------------- | ----------- | --------------------- |
| Coudekerque           | Nord        | Coudekerque-Village   |
| Géovreissiat          | Ain         | Béard-Géovreissiat    |
| Grandchain            | Eure        | Granchain             |
| Leschelles            | Aisne       | Leschelle             |
| Livré                 | Mayenne     | Livré-la-Touche       |
| Neuville-sur-Vannes   | Aube        | Neuville-sur-Vanne    |
| Plan-de-la-Tour       | Var         | Le Plan-de-la-Tour    |
| Saint-Martin          | Morbihan    | Saint-Martin-sur-Oust |

La demande de renommage de la commune de Rix (Jura) n'a pas été entérinée.

### 2009
1er janvier 2009
| Ancienne dénomination | Département | Nouvelle dénomination |
| --------------------- | ----------- | --------------------- |
| Courcelles-sur-Vesles | Aisne       | Courcelles-sur-Vesle  |

19 mars 2009
Décret no 2009-306 du 19 mars 2009 portant changement du nom d'une commune.
| Ancienne dénomination | Département | Nouvelle dénomination |
| --------------------- | ----------- | --------------------- |
| Rosoy-le-Vieil        | Loiret      | Rozoy-le-Vieil        |

22 juin 2009
Décret no 2009-755 du 22 juin 2009 portant changement de nom de communes.
| Ancienne dénomination | Département   | Nouvelle dénomination |
| --------------------- | ------------- | --------------------- |
| Chaleix               | Dordogne      | Chalais               |
| Izel-les-Hameaux      | Pas-de-Calais | Izel-lès-Hameau       |
| Joserand              | Puy-de-Dôme   | Jozerand              |
| Rieux                 | Haute-Garonne | Rieux-Volvestre       |